# إصطرك (جنس)
الأصطرك وتلفظها العامة الإصطرك أو العَبْهَر (باللاتينية: Styrax)  جنس نباتي يتبع الفصيلة الإصطركية (باللاتينية: Styracaceae). يضم حوالي 130 نوعًا من الشجيرات الكبيرة والأشجار.

## من أنواعه
- الإصطرك الطبي أو اللبنى في بلاد الشام
- الإصطرك البيروفي (باللاتينية: Styrax peruvianum)
- الإصطرك دلبي الأوراق